# Les Cinémas de la zone
是一家法国電影製作公司。該公司由加斯帕·诺和他的合夥人露西兒·哈茲哈利羅維克於1991年創立，专门製作两人自己的電影。

## 片目
- 1987年：Pulpe amère，加斯帕·诺（短篇電影）
- 1991年：馬肉（法语：Carne），加斯帕·诺
- 1996年：讓-皮埃爾的嘴（法语：La Bouche de Jean-Pierre），露西兒·哈茲哈利羅維克（法语：Lucile Hadzihalilovic）
- 2002年：Intoxication，加斯帕·诺（短篇電影）
- 1998年：獨自站立（法语：Seul contre tous (film, 1998)），加斯帕·诺
- 2002年：不可撤销，加斯帕·诺
- 2006年：8（法语：8 (film)），加斯帕·诺、珍·康萍、楊·高能（法语：Jan Kounen）和溫·韋德斯
- 2015年：性本愛（法语：Love (film, 2015)），加斯帕·诺
- 2018年：高潮（法语：Climax (film, 2018)），加斯帕·诺